# John Peckham
Pour les articles homonymes, voir Peckham (homonymie).
John Peckham (ou Jean Peccham) (v. 1230 – 8 décembre 1292), franciscain, était un maître en théologie d’Oxford et de Paris, disciple de Bonaventure et archevêque de Cantorbéry de 1279 à 1292.

## Biographie

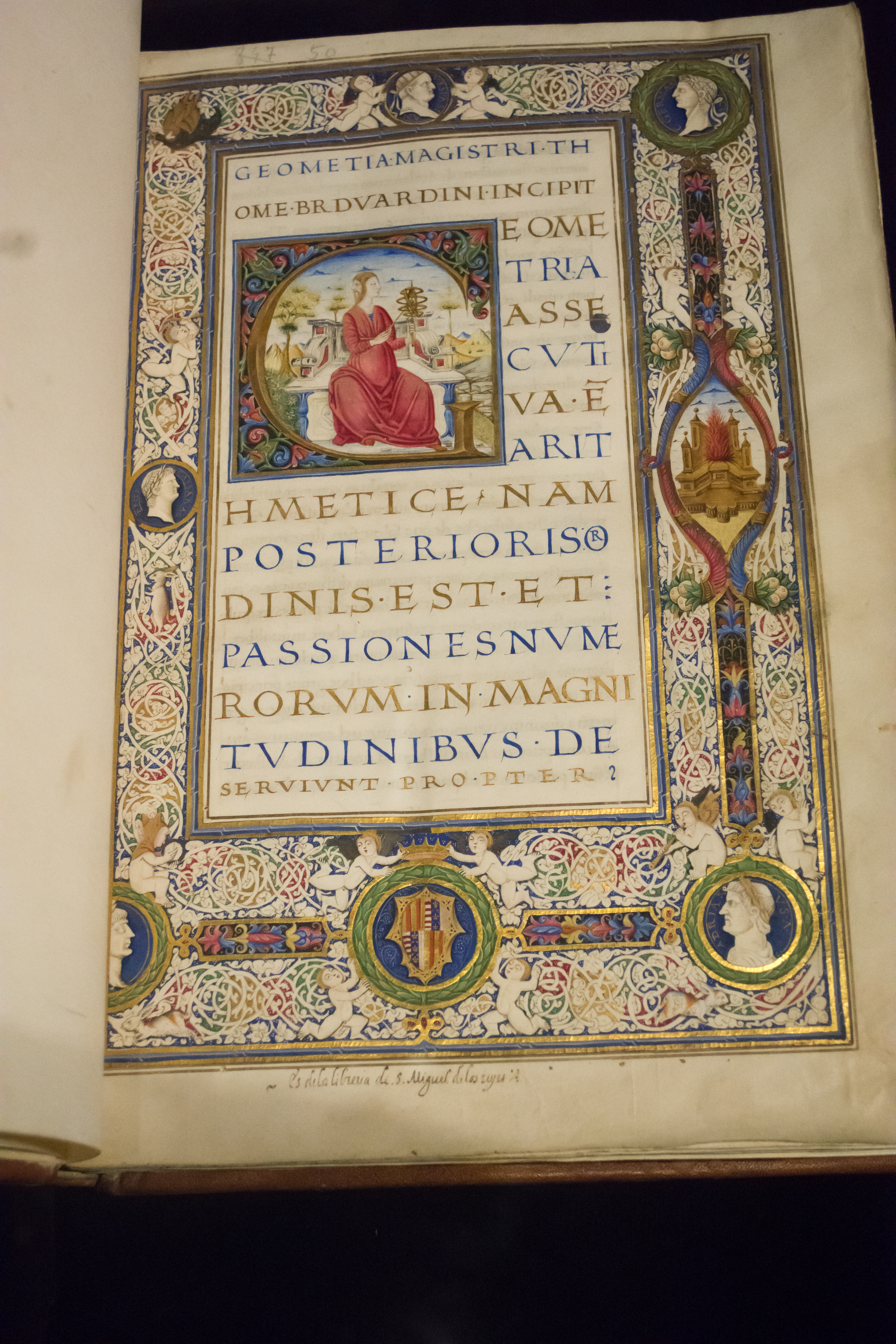
Codex en latin avec les travaux de Thomas Bradwardine, Geometria speculativa, et Johannes Peckham, Perspectiva communis, illustré par l'atelier de Cola Rapino (1495).

Natif du Sussex, éduqué au prieuré de Lewes, devenu frère franciscain vers 1250, il a étudié à Paris sous Bonaventure de Bagnorea. En 1270, il succéda à Eustache d'Arras comme maître franciscain à la faculté de théologie de Paris. Son enseignement fut en conflit avec celui de saint Thomas d'Aquin, avec qui il débattit en deux occasions sur "l'Éternité du monde". Reconnu comme un théologien conservateur, il s'opposa au point de vue de Thomas d'Aquin sur la nature de l'âme et s'attacha à des travaux théologiques sur les miracles et la nature, comme les stigmates de saint François ou l'épilepsie. Peckham étudia aussi l'optique et l'astronomie, et ses études sur ces sujets furent influencées par Roger Bacon.
Autour de 1270, il retourna en Angleterre, où il enseigna à l'université d'Oxford, et fut élu provincial franciscain d'Angleterre en 1275. Après un bref séjour à Rome, il fut nommé archevêque de Cantorbéry en 1279. Son ministère comme archevêque fut marquée par ses efforts pour améliorer la discipline du clergé. Le cumul des charges ecclésiastiques était un des abus qu'il combattit.
Il entra en conflit avec les Dominicains, à qui il reprocha de trop fonder leur enseignement sur la philosophie, dont le rôle devait rester selon lui subalterne à la théologie.
Il servit le roi Édouard Ier d'Angleterre au Pays de Galles, où il se forma une basse opinion des Gallois et de la loi. Avant et pendant son mandat d'archevêque, il écrivit des ouvrages d'optique, de philosophie, et théologie, ainsi que des hymnes. De nombreux manuscrits issus de ses travaux sont aujourd'hui conservés.
À sa mort, son corps fut enterré dans la cathédrale de Cantorbéry, mais son cœur fut donné aux Franciscains.

### Œuvres
« Philomena, praevia temporis amoeni,-
Quae recessum nuntias imbris atque caeni,
Dum demulces animos tuo cantu leni,
Avis prudentissima, ad me, quaeso, veni.
Veni, veni, mittam te, quo non possum ire,
Ut amicum valeas cantu delinire,
Tollens eius taedia voce dulcis lyrae,
Quem, heu ! Modo nequeo verbis convenire.
Ergo, pia, suppleas meum imperfectum
Salutando dulciter unicum dilectum
Eique denunties, qualiter affectum
Sit cor meum iugiter eius ad prospectum. [...] »
— John Peckham, Philomena

« Rossignol, précurseur d'une saison clémente
Annonceur du retrait de la pluie et la fange
Alors que d'un chant pur tu caresses les âmes
Oiseau très sage, je t'en supplie, viens à moi.
Viens, viens, je t'enverrai où je ne puis aller
Afin que de ton chant tu apaises un ami
Effaçant son ennui de la note d'une lyre agréable,
Ami qu'hélas je ne peux visiter de mes mots.

De fait, pieuse créature, tu supplées mon imperfection
Saluant avec douceur mon unique amour :
Tu lui évoqueras mes états d'âme,
Puisse mon cœur être toujours à sa vue. [...] »
Plusieurs des manuscrits philosophiques et théologiques de Peckham existent toujours. La reine Éléonore de Castille (1241-1290) le convainquit de lui rendre un écrit érudit en français que l'on dirait plus tard "une espèce de traité malheureusement terne et sans imagination." Son poème Philomena est considéré comme l'un des plus beaux de son époque.
- Perspectiva communis[4]
- Collectarium Bibliae
- Registrum epistolarum[5],[6]
- Tractatus de pauperitate[7],[8]
- Divinarum Sententiarum Liborum Biblie[9]
- Summa de esse et essentia
- Quaestiones disputatae
- Quodlibeta[10]
- Tractatus contra Kilwardby[8]
- Expositio super Regulam Fratrum Minorum[9]
- Tractatus de anima[11]
- Canticum pauperis
- De aeternitate mundi[12]
- Defensio fratrum mendicantium[8]

### Études
- Articles de dictionnaires et encyclopédies : R. Aubert, ‘Jean Pecham ou Peckham’, DHGE XXVII, 432f.
- Putallaz, Figures franciscaines, p. 161-163.
- Glorieux, Les Maîtres de la faculté des Arts au XIIIe siècle, (Paris, 1971), 231-2.
- Y.M.-J. Congar, Aspects ecclésiologiques de la querelle entre mendiants et séculiers, dans Archives d’histoire doctrinale et littéraire du Moyen Âge (1961), 35-151.
- Alain Boureau, Théologie, science et censure au XIIIe siècle. Le cas de Jean Peckham, L’âne d’or (Paris, 1999);
- Alain Boureau, Les cinq sens dans l’anthropologie cognitive franciscaine. De Bonaventure à Jean Peckham et Pierre de Jean Olivi, Micrologus (2002), 277-294
- Cyrille Michon, Thomas d'Aquin et la controverse sur "L'Éternité du monde", GF Flammarion, Paris, 2004.